# Franz von Schober

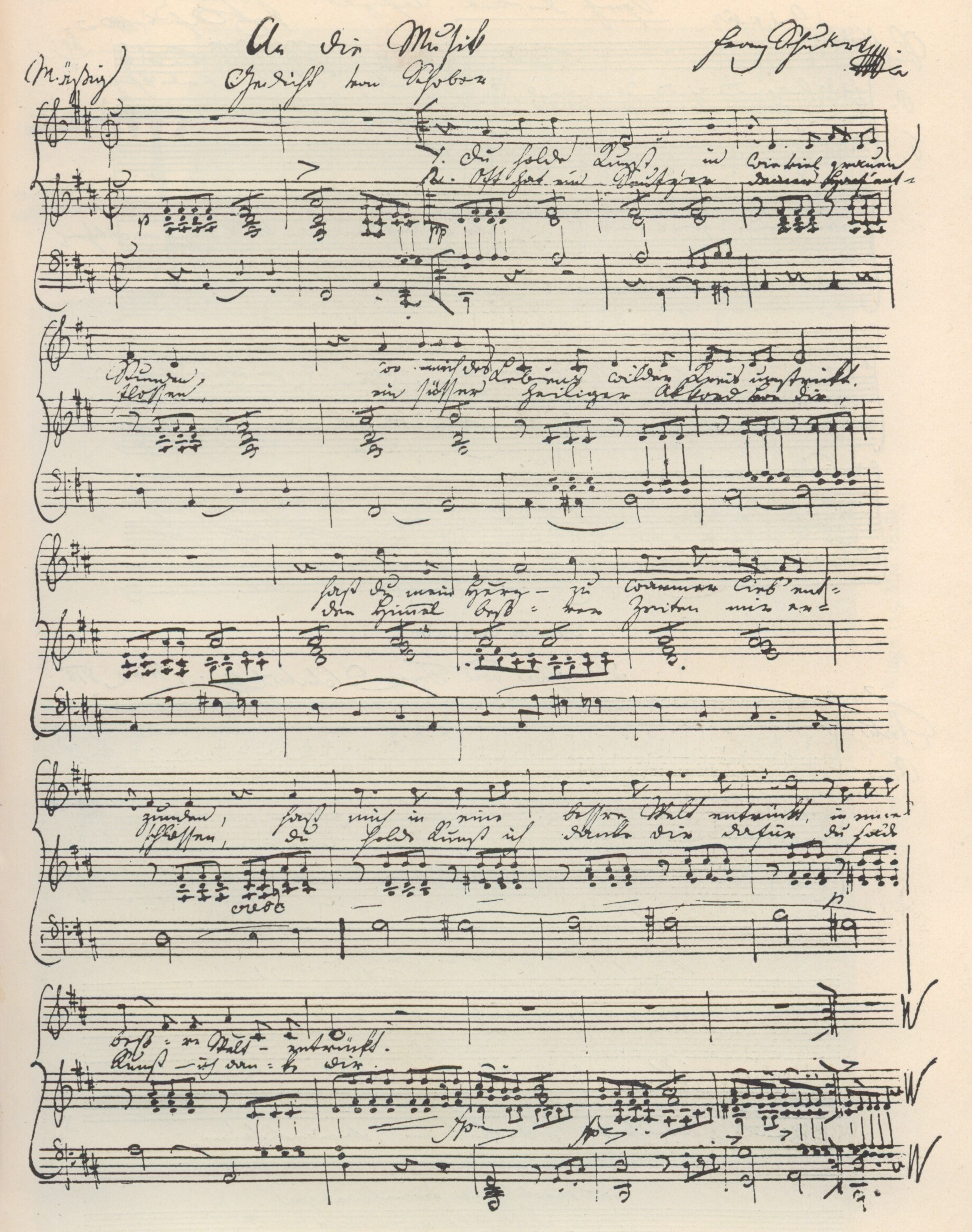
An die Musik, Schubertův hudební rukopis na Schoberova slova

Franz Adolf Friedrich Schober, od roku 1801 von Schober (17. května 1796 zámek Torup v Malmö - 13. září 1882 Drážďany), byl rakouský básník, libretista, litograf a herec.
Schober se narodil rakouským rodičům ve Švédsku. Studoval filozofii ve Vídni, kde se spřátelil se skladatelem Franzem Schubertem, jeho přáteli Johannem Mayrhoferem, Josephem von Spaunem a malíři Leopoldem Kupelwieserem a Moritzem von Schwindem. Beethovena znal v pozdějších letech jeho života a jejich vztah vyvrcholil, když ho spolu se Schubertem umírajícího navštívil. Mezi lety 1823 a 1825 byl Schober hercem divadle ve Vratislavi, kde vystupoval pod pseudonymem Torupson. Ve 40. letech 19. století byl Schober v úzkém kontaktu s Franzem Lisztem. V roce 1856 se oženil se spisovatelkou Theklou von Gumpertovou; poté žil v Budapešti, Mnichově a Drážďanech.
Schober psal lyrickou poezii a v roce 1821 vytvořil libreto k opeře Franze Schuberta Alfonso und Estrella a dalším vokálním skladbám.